# Demokratski centralizam
Demokratski centralizam je ime za način unutrašnjeg uređenja koje koriste lenjinističke političke stranke, i ovo je izraz koji se koristi kao sinonim za sve lenjinistička pravila unutar neke političke stranke.  Demokratski dio ove organizacijske metode odnosi se na slobodu članova stranke da otvoreno raspravljaju o programu djelovanja i smjera, ali kada se donosi odluka tada se donosi s većinskim glasovanjem. Kada je odluka napravljena tada svi članovi moraju držati odluke - centralizam.  Lenjin je objasnio da je demokratski centralizam sastavljen od "slobode raspravljanja, i jedinstvo u djelovanju"